# كاي أر إس-ون
كاي أر إس-ون (بالإنجليزية: KRS-One) مواليد 20 أغسطس 1965 في ذا برونكس، هو مغني ومنتج أسطوانات وناشط أمريكي بدأ مسيرته الفنية عام 1984.

## روابط خارجية
- كاي أر إس-ون على موقع IMDb (الإنجليزية)
- كاي أر إس-ون على موقع ألو سيني (الفرنسية)
- كاي أر إس-ون على موقع ميوزك برينز (الإنجليزية)
- كاي أر إس-ون على موقع ميوزك برينز (الإنجليزية)
- كاي أر إس-ون على موقع رولينغ ستون (الإنجليزية)
- كاي أر إس-ون على موقع أول موفي (الإنجليزية)
- كاي أر إس-ون على موقع إن إن دي بي (الإنجليزية)
- كاي أر إس-ون على موقع أول ميوزيك (الإنجليزية)
- كاي أر إس-ون على موقع أول ميوزيك (الإنجليزية)
- كاي أر إس-ون على موقع أول ميوزيك (الإنجليزية)